# 有机团结
有机团结（organic solidarity），或譯為有機連帶，是一个社会学术语，用于描述一种依靠相互依赖的集体意识，当社会有较复杂的劳动分工时，就会显现这一特性。它与机械团结相对。
有机团结着重描述社会分工给个体所创造的实际或潜在利益，来达到个体为整个群体奉献或贡献力量的一种作用。当社会变得愈来愈复杂，分工愈来愈细，一个人想要遗世独立就非常困难。互相依赖对团体的存续极为重要。根據爾幹的《社會分工論》，在一个以发展的社会中，机械团结将会被有机团结代替，之所以用这样的一个词，是因为这样的社会运作起来，如同人体内各器官运作一样。